# Gonia atra
Gonia atra là một loài ruồi trong họ Tachinidae.